# Antonio María Blanco Castañola
Antonio María Blanco Castañola (San Sebastián, 1 de abril de 1803 - c. 1866) fue un militar español, capitán general de Valencia durante el reinado de Isabel II de España.

## Biografía
Hijo del coronel Antonio Gaspar Blanco, en 1815 fue ascendido a subtiniente y en 1822 fue destinado a Crevillente. En 1822 combatió los absolutistas en Olot y Bañolas, y en noviembre de 1823 participó en la defensa de Barcelona contra el ataque de los Cien Mil Hijos de San Luis.
Después de estar un tiempo apartado del servicio, en 1827 fue ascendido a teniente y en 1833 pasó a luchar en la primera guerra carlista en los frentes de Aragón y Valencia hasta 1835, cuando pasó a Madrid. En 1836 fue ascendido a capitán, en 1837 a teniente coronel y en 1838 a coronel, por méritos de guerra. Después de las tomas de Durango, Oñate y Vergara fue nombrado oficial de estado mayor.
En 1841 ascendió a general y en 1843 a mariscal de campo. De 1844 a 1851 fue destinado en las islas Filipinas, en 1853 fue gobernador civil de Valencia y en 1854 capitán general de Valencia. De 1858 a 1860 fue capitán general de Navarra, en 1863 director general de la Administración militar y en 1866 fue nombrado director general de Infantería.